# Rock ’N’ Roll Rumble Tour
Rock ’N’ Roll Rumble Tour – dwudziesta szósta trasa koncertowa grupy muzycznej Aerosmith, obejmująca wyłącznie Amerykę Południową, w jej trakcie odbyło się dziesięć koncertów.

## Program koncertów
1. „Back in the Saddle” lub „Draw the Line” lub „Toys in the Attic”
2. „Love in an Elevator”
3. „Cryin'”
4. „Jaded” lub „Eat the Rich”
5. „Crazy”
6. „Last Child” lub „Kings of the Queen”
7. „Livin' On the Edge”
8. „Rats in the Cellar” (nie zagrane w Bogocie)
9. „Dude (Looks Like a Lady)” (nie zagrane w Limie i Meksyku)
10. „Same Old Songs and Dance” (nie zagrane na koncertach od São Paulo do Meksyku))
11. „Chip Away the Stone” lub „Monkey On My Back” lub „Walkin’ on the Dog” (cover Rufusa Thomasa(inne języki)) (nie zagrane w Córdobie, Santiago i Bogocie)
12. „Pink” (nie zagrane w La Plata, Córdobie, Santiago i Bogocie)
13. „Rag Doll”
14. „Stop Messin' Around” (cover Fleetwood Mac)
15. „I Don’t Want to Miss a Thing”
16. „Come Together” (cover The Beatles)
17. „Walk This Way”
18. „Train Kept a Rollin'” (cover Tiny Bradshaw) (nie zagrane w Recife, Limie i Meksyku)

Bisy:
1. „Dream On” (czasem łączone z fragmentem „Home Tonight”, „Mia” lub „Darkness”)
2. „Sweet Emotion"

## Lista koncertów
1. 17 września 2016 – San Diego, Kalifornia – Del Mar Fairgrounds
2. 29 września 2016 – Bogota, Kolumbia – Simon Bolivar Park
3. 2 października 2016 – Santiago, Chile – Movistar Arena
4. 5 października 2016 – Córdoba, Argentyna – Estadio Presidente Perón
5. 8 października 2016 – La Plata, Argentyna – Estadio Ciudad de La Plata
6. 11 października 2016 – Porto Alegre, Brazylia – Estádio Beira-Rio
7. 15 października 2016 – São Paulo, Brazylia – Allianz Parque
8. 21 października 2016 – Recife, Brazylia - Classic Hall
9. 24 października 2016 – Lima, Peru – Estadio Nacional de Lima
10. 27 października 2016 – Meksyk, Meksyk – Mexico City Arena

## Muzycy
- Steven Tyler – wokal prowadzący, harmonijka ustna, instrumenty perkusyjne
- Joe Perry – gitara, chórki, talkbox, wokal prowadzący w „Stop Messin' Around"
- Brad Whitford – gitara
- Tom Hamilton – gitara basowa
- Joey Kramer – perkusja i instrumenty perkusyjne
- Buck Johnson – keyboardy i chórki (dodatkowy muzyk)